# Dodge Charger

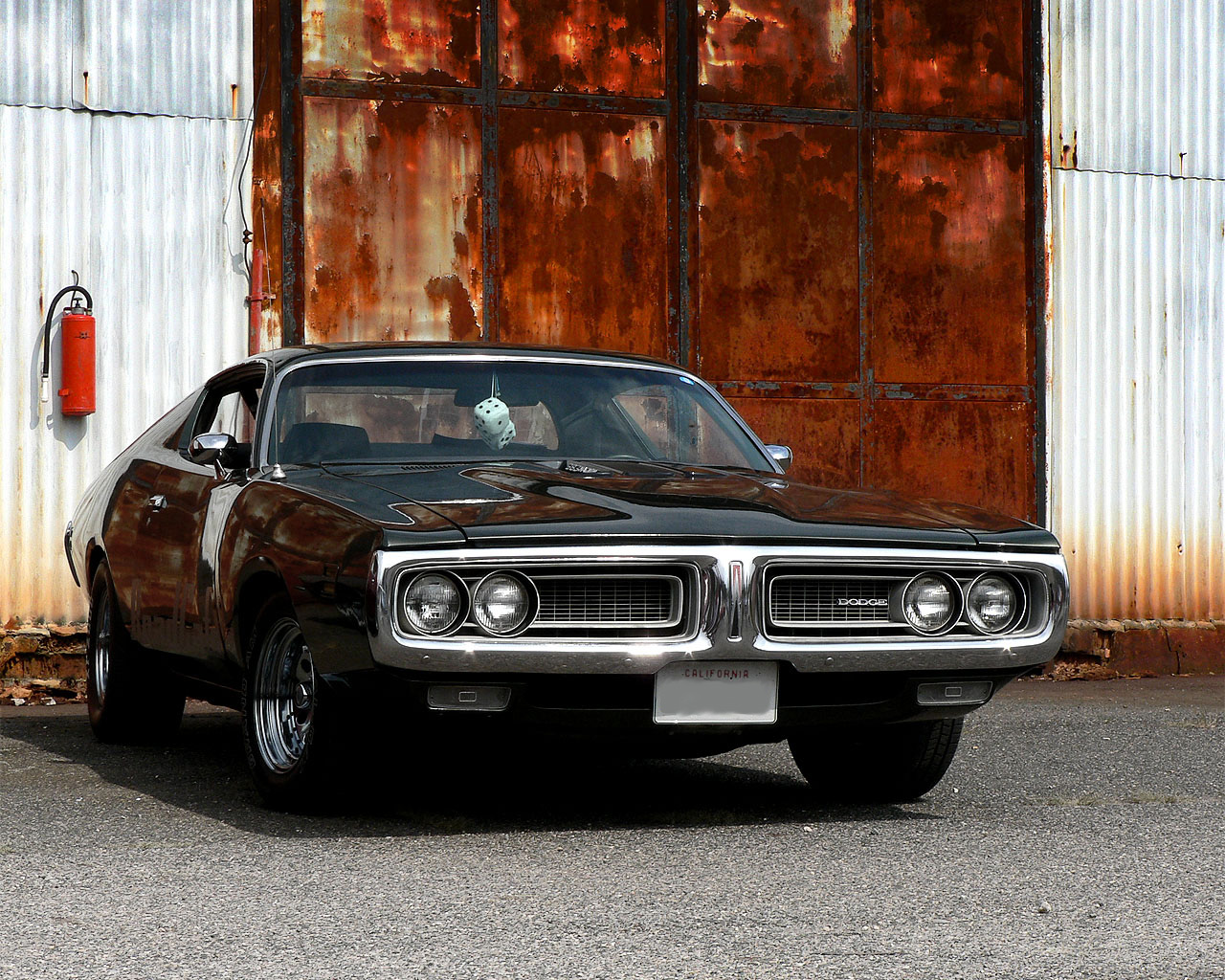
Troisième génération de la Charger.

La Dodge Charger est une voiture du constructeur automobile américain Dodge et fabriquée par la compagnie Chrysler. Arrivée sur le marché en 1966, elle connait pour la première fois une version électrifiée en 2022. Rivale des Ford Mustang, Chevrolet Camaro, Plymouth Road Runner, et autres Muscle cars, elle est aujourd'hui considérée comme un classique de l'automobile et une référence de l'industrie automobile américaine.

## Historique
La première Charger de 1966 représente la première tentative de Dodge sur le marché des pony cars haut de gamme et surdimensionnées. American Motors Corporation (AMC) avait déjà introduit un véhicule similaire en 1965, la Rambler Marlin,.
La demande de coupés plus puissants et plus grands augmente alors rapidement. Mercury, constructeur automobile du groupe Ford, a réussi son arrivée sur le marché en introduisant la Cougar, une version plus grande et plus premium de la Ford Mustang qui a été la pionnière du concept de pony car lors de son introduction en 1964.
La Charger originale se positionne comme un coupé plus sophistiqué et luxueux que la Mustang. Elle est destinée au segment de marché représenté par les Oldsmobile Toronado et Ford Thunderbird.
Son esthétique est osée et son intérieur révolutionnaire. Dès la première année-modèle (1966), et jusqu'en 1971, la Charger peut être équipée d'un moteur digne de sa réputation ; le V8 HEMI de 426 pouces cubes, soit une cylindrée de 7 litres délivrant 425 chevaux à 5 000 tr/min et 67,8 mkg de couple à 4 000 tr/min lui permettant de passer de 0 à 100 km/h en 5,5 secondes, ce qui en fera une candidate pour les courses d'accélérations,.
La Charger 1968 a été rendue célèbre par sa présence (en compagnie de la Ford Mustang fastback de Steve McQueen) dans le fameux polar urbain Bullitt, de Peter Yates. Elle est le véhicule des « méchants » au cours de la poursuite dans les rues de San Francisco.
La Charger évolue au fil des années et des normes anti-pollution jusqu'au modèle de 1975 que les inconditionnels tendent à renier. Le modèle de 1983 contribue alors à la détérioration de l'image de la Charger, équipée uniquement d'un quatre-cylindres en ligne.
Ce n'est qu'en 2006 que la Charger réapparait, sous la forme d'une berline 4 portes et équipée de moteurs V6 et V8.

## Les différentes générations
8 générations de la Charger de série existent, au cours de 3 séries de production :
- 1966 - 1978 : Dodge Charger (B-Body) : la première Charger de série sort de chaines de production en 1966. Cette version basée sur le châssis B du groupe Chrysler connait 3 générations.
- 1982 - 1987 : Dodge Charger (L-Body) : basée sur la plateforme L du groupe Chrysler, elle est équipée de moteurs 4 cylindres en ligne et correspond à la cinquième génération de Charger.
- 2006 - : Dodge Charger (LX-LD Body) : 2 générations correspondent au retour de la Charger en 2006 dans le catalogue Dodge, dans une carrosserie 4 portes.

### Première génération (1966 - 1967)

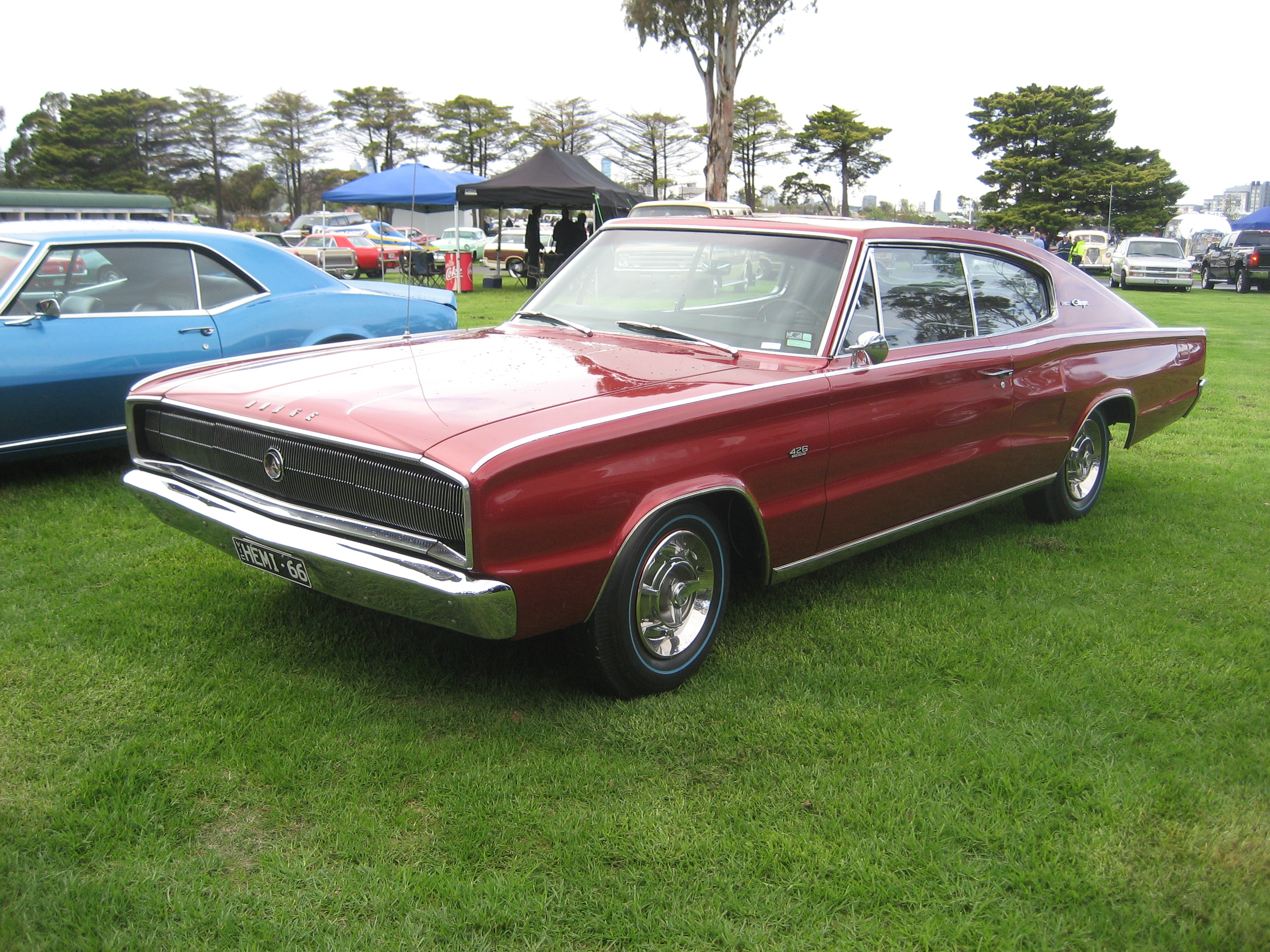
Dodge Charger 426 Hemi 1966.

La première Dodge Charger est présentée dès l'automne 1963 en tant que prototype et est commercialisée pour la première en 1965. C'est une deux-portes, comme sa sœur la Coronet, construite sur la plate-forme Chrysler-B. Le moteur de base est un V8 de 5,2 L avec une boite à trois rapports. Des moteurs plus gros et plus puissants sont également disponibles. L'intérieur est différent de toutes ses autres concurrentes car les sièges arrière sont rabattables.

### Deuxième génération (1968 - 1970)

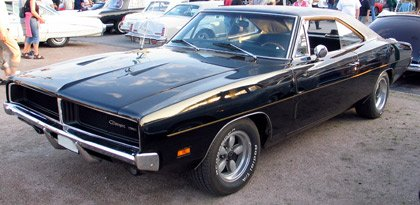
Dodge Charger 1969.

La Charger a été remodelée pour 1968 et 35 000 unités initiales devaient être produites. La demande était si forte que 96 100 Dodge Charger ont été produites. Fondés sur la plate-forme Chrysler B, les modèles suivants ont subi divers changements esthétiques à l’extérieur et à l’intérieur. La motorisation était la même que celle utilisé dans la Charger de 1967.
Le modèle n'a pas réussi dans les courses de stock-cars telles que la NASCAR. Une version plus aérodynamique forma le modèle Charger 500 qui devint la base de la Dodge Charger Daytona de 1969.

### Troisième génération (1971 - 1974)

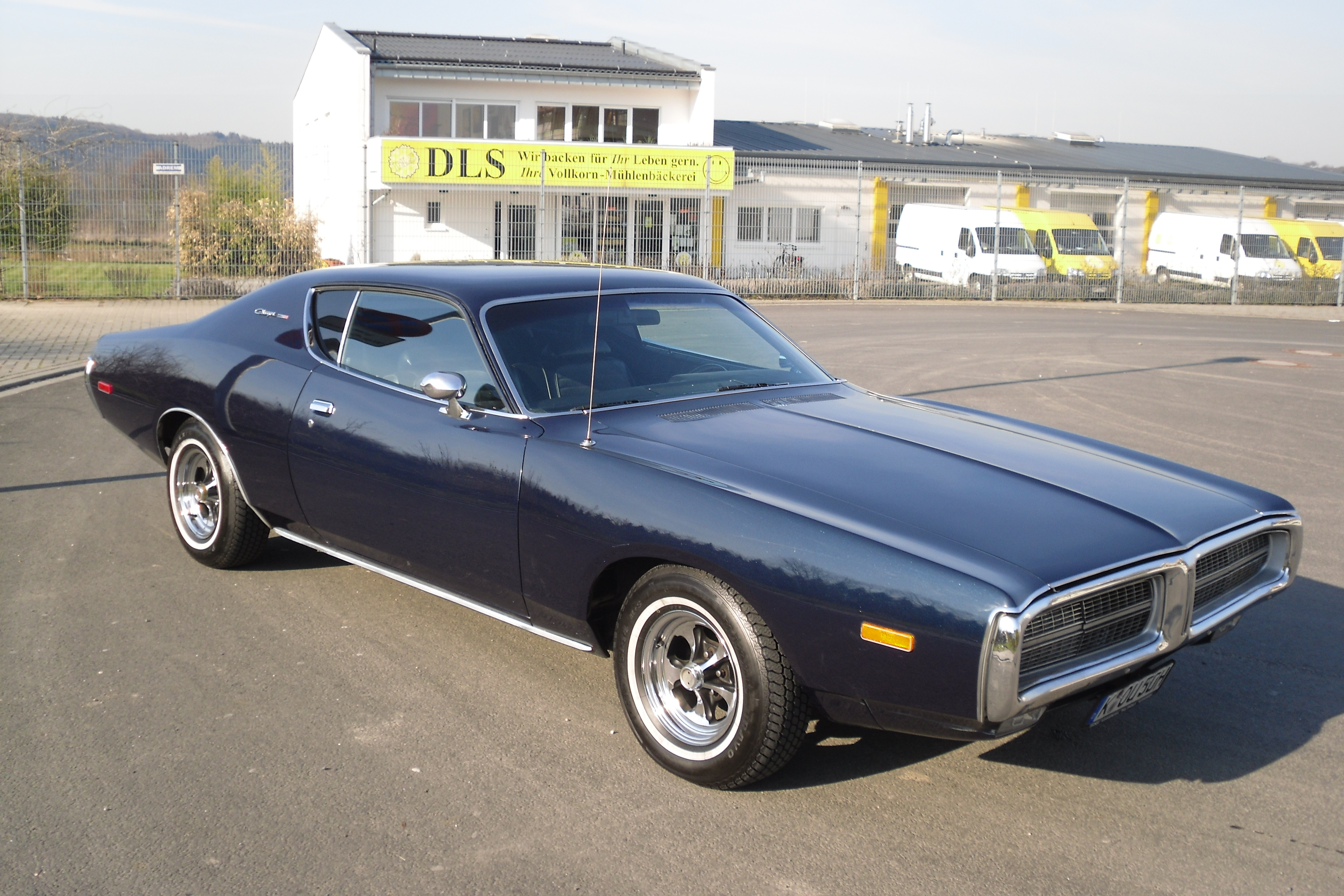
Charger de 1972.

La Charger de troisième génération a été introduite en 1971. La plate-forme B de Chrysler a été modifiée pour répondre aux nouvelles réglementations en matière d'émissions et de sécurité. Elle était disponible en six versions différentes avec des modifications cosmétiques incluant une grille séparée, une lunette arrière semi-fastback et un aileron en ducktail (« queue de canard »).

### Quatrième génération (1975 - 1978)

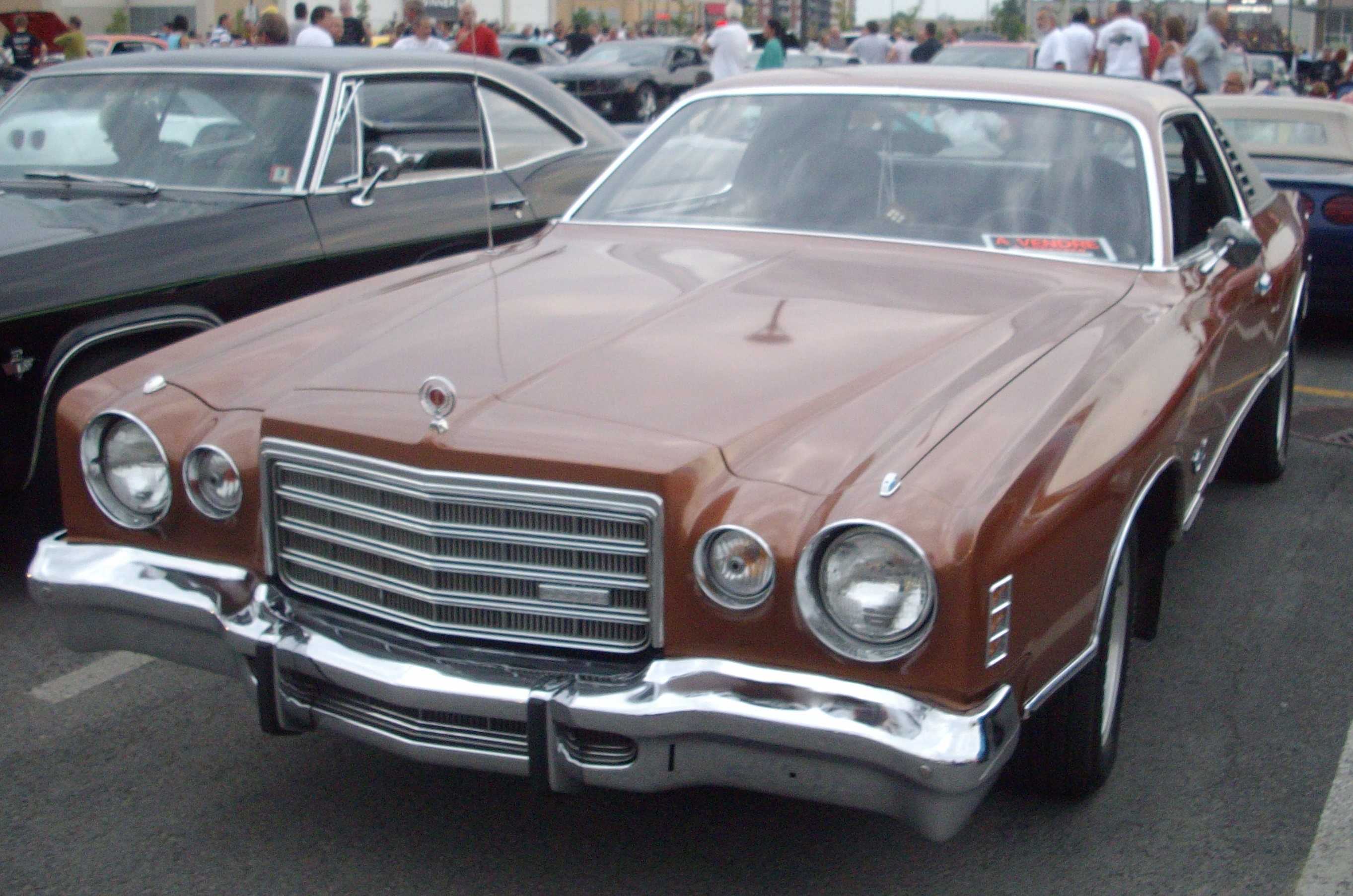
Charger de 1975.

Le modèle de 1975 a gardé la plateforme B et a été restylé. La nouvelle Charger était la tentative de Dodge d’incorporer ce modèle sur le segment en pleine croissance des voitures de luxe personnelles. Dodge a étendu sa présence sur le marché des voitures de luxe personnelles en 1978 en produisant deux voitures de la même classe, la Charger et la Dodge Magnum.
Au cours des années, un modèle Daytona a été proposé, comportant des bandes de décoration courant le long de la voiture. On note l'affiliation avec la Chrysler Cordoba.

### Cinquième génération - L-Body (1982 - 1987)

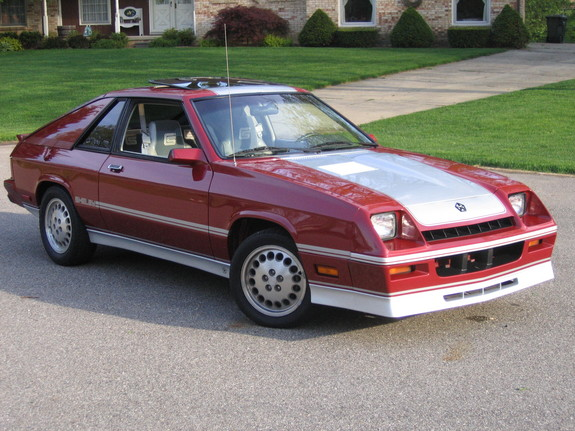
Dodge Charger Shelby.

Produite de 1982 à 1987, la Charger revient en mi 1981 en coupé à hayon sous-compact à traction avant et boite de vitesses manuelle à cinq vitesses ou automatique à trois vitesses. Ce modèle économique ressemblait beaucoup à la Dodge Omni 024, mais avec un moteur légèrement plus gros. Le Charger était disponible avec le moteur SOHC NA 2,2 L ou avec un moteur SOHC turbocompressé de 2,2 litres. Le turbo était disponible uniquement avec la transmission manuelle, contrairement à la Dodge Daytona.
Une Shelby Charger est proposée à partir de 1983, avec une version turbo disponible en 1984 produisant 148 chevaux (110 kW) à 5 600 tr/min et un couple de 220 N m à 3 200 tr/min. Le moteur n'était pas à refroidissement intermédiaire et utilisait un petit turbo Garrett t3.

### Sixième génération - LX (2006 - 2010)

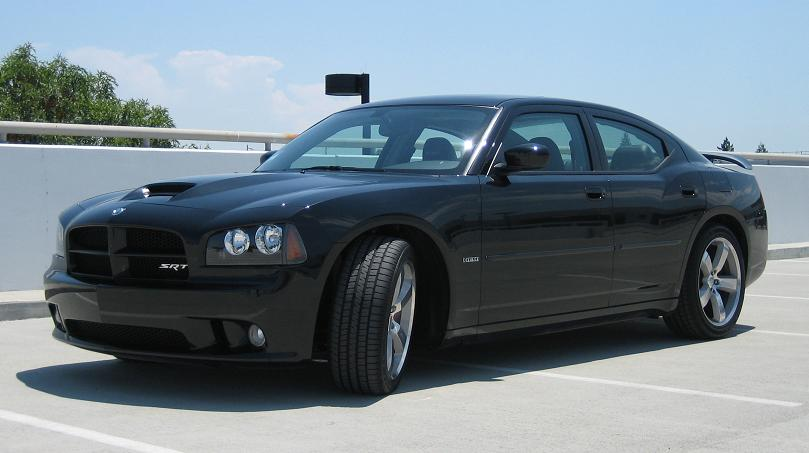
Dodge Charger LX SRT.

Après dix-sept ans de traction avant, Dodge a réintroduit la Charger en 2005 pour 2006 sous une nouvelle forme. Elle remplace la Dodge Intrepid. Cette génération était uniquement disponible en tant que berline quatre portes utilisant la plate-forme Chrysler LX. Son design rappelle les Charger des années 1960 et 1970 avec les feux arrière remontés, tout comme le nouveau capot et les panneaux latéraux emboutis.

### Septième génération - LD (2011 - 2023)

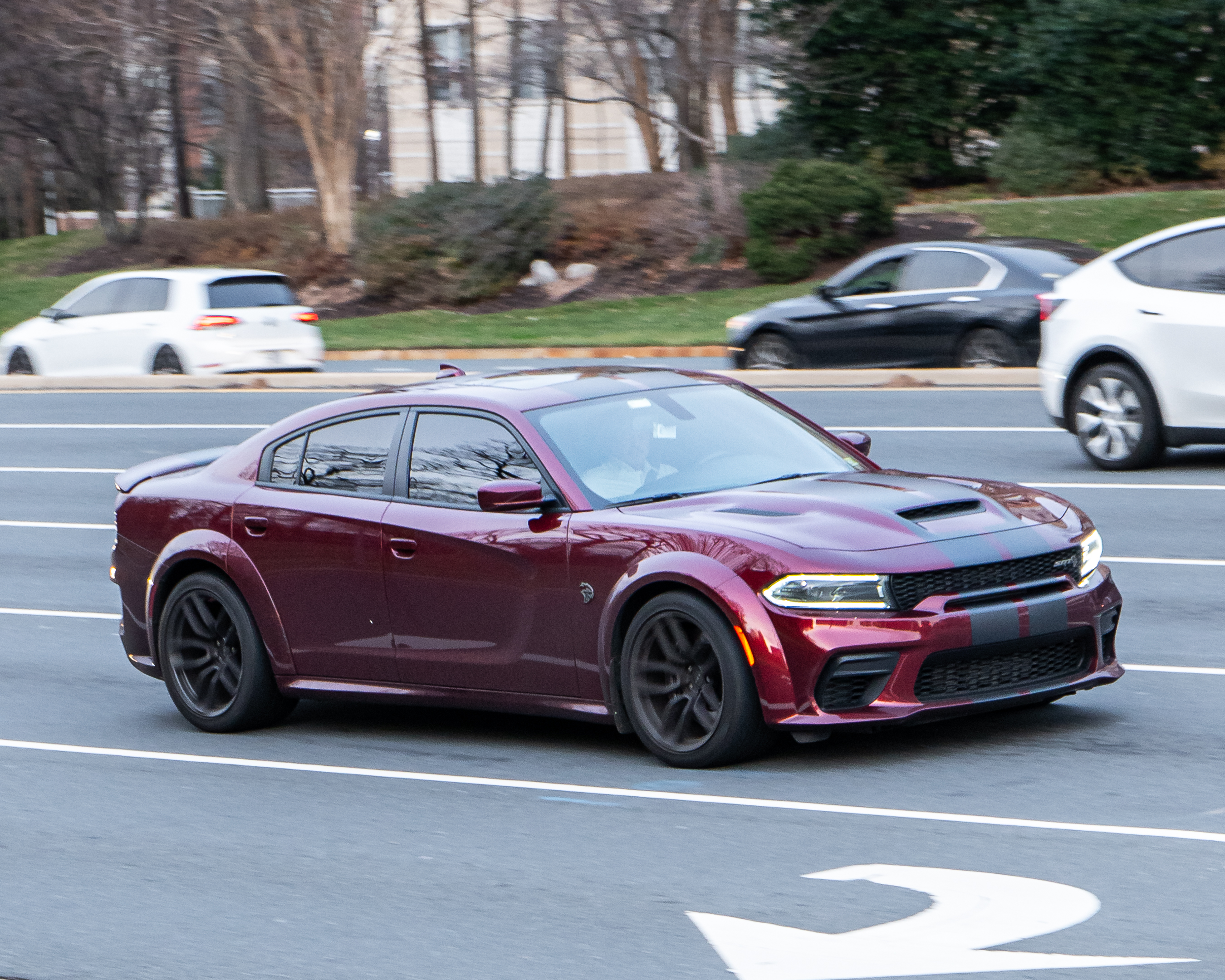
Dodge Charger Hellcat.

La Dodge Charger a reçu une amélioration de son intérieur et un nouveau style extérieur pour 2011. Les artifices de style sur les côtés et à l’arrière rappellent les modèles 1968-1970.
Les performances de base ont été améliorées, le moteur V6 de 3,5 L de 250 ch ayant été remplacé par un Pentastar de 3,6 L développant 292 ch (218 kW) à 6 350 tr/min et 353 N m à 4 800 tr/min. La boîte automatique à quatre rapports a été remplacée par la boîte automatique à cinq rapports A580.
Elle reçoit un restylage important en 2015, marquant l'arrivée des V8 Hemi 6,2 L à compresseur et donc des versions Hellcat et Hellcat Redeye.
En janvier 2022, Dodge annonce que la Charger de septième génération ne sera plus produite à la fin de l'année modèle 2023,.

### Huitième génération - (2024 - )

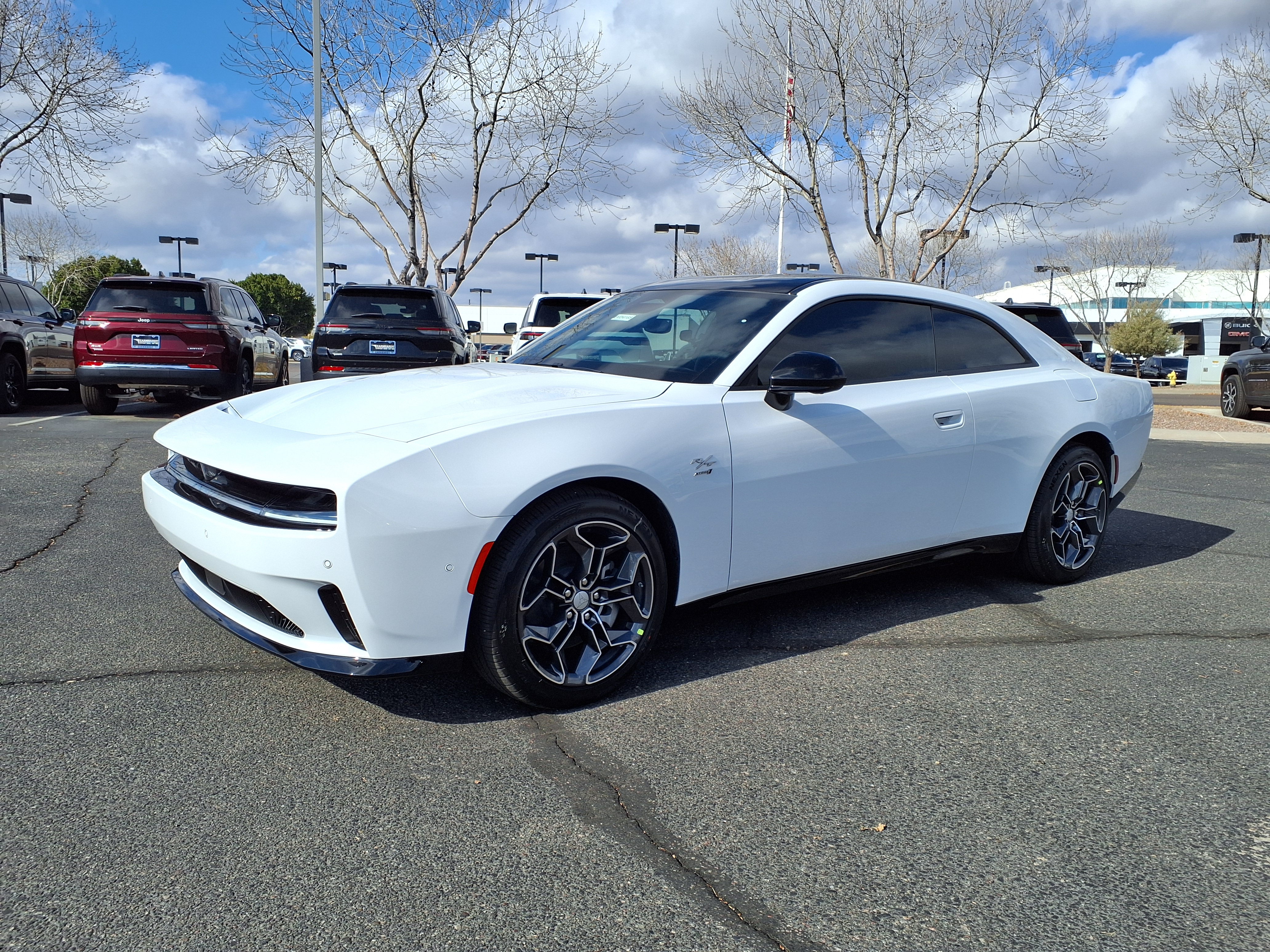
Dodge Charger Daytona R/T 2024

La 8e génération de Charger est présentée le 5 mars 2024, en version électrique.
La Charger repose sur la plateforme technique STLA Large du groupe Stellantis,
La version de pré-production est présentée avec des modèles 2025, disponibles fin 2024. Deux versions électriques et une version thermique sont disponibles : en électrique, la version R/T propose 496 ch (370 kW) et la version Scat Pack propose 670 ch (500 kW). En thermique, un 6 cylindres en ligne bi-turbo de 3,0 L de cylindrée est disponible, produisant de 420 ch à 550 ch.

## Dans la culture

### Musique
La chanson Dodge Charger General Lee immortalisée par Johnny Cash.

### Filmographie
- Speedway (1967) : 1968 Charger
- Bullitt (1968) : 1968 Charger R/T

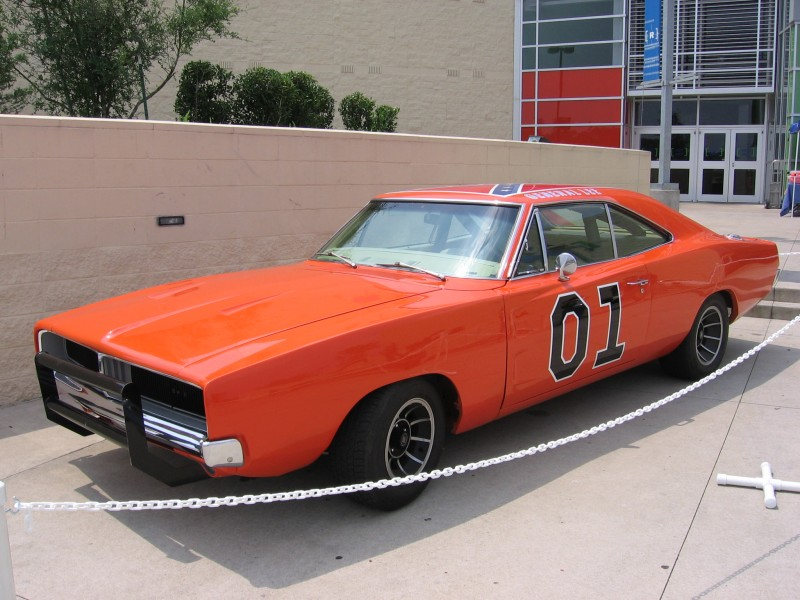
La General Lee, la Charger '69 de la série Shérif, fais-moi peur.

- Dirty Mary, Crazy Larry (1974) : 1969 Charger R/T
- Truck Turner & Cie (1974) : 1974 Charger
- Cannonball ! (1976) : 1968 Charger
- Carrie au bal du diable (1976) : 1968 Charger
- Bad Georgia Road (1977) : 1970 Charger
- Shérif, fais-moi peur (1979-1985) : 1969 Charger R/T
- Christine (1983) : 1968 Charger
- Philadelphia Experiment (1984) : 1968 Charger
- Blue Velvet (1986) : 1968 Charger
- Wheels of Terror (1990) : 1971/1974 Charger
- Forever Young (1992) : 1968/69 Charger
- Unlawful Entry (1992) : 1971 Charger
- Un vampire à Brooklyn (1995) : 1971 Charger Superbee
- Agent zéro zéro (1996) : 1968 Charger
- Vanishing Point Remake (1997) : 1970 Dodge Challenger, 1968 Charger R/T
- Blade (1998) : 1968 Charger
- En direct sur Edtv (1999) : 1966 Charger
- Un coup d'enfer (1999) : 1968 Charger
- Payback (1999) : 1974 Charger
- 60 secondes chrono (2000) : 1971 Charger
- Fast and Furious (2001) : 1970 Charger R/T
- Les Vampires du désert (2001) : 1969 Charger
- Le Mexicain (2001) : 1972 Dodge Charger
- Blade 2 (2002) : 1968 Charger
- Big Fish (2003) : 1966 Charger
- Blade: Trinity (2004) : 1968 Charger
- Man on Fire (2004) : 1971 ? Charger
- Dukes of Hazzard (2005) : 1969 Charger R/T (+ 1970 et 1968 Charger restylées en 1969 pour les besoins du film)
- La Maison de cire (2005) : 1968 Charger
- Banshee (2006) : 1966 Charger
- Boulevard de la mort (2007) : 1969 Charger
- Burn Notice (2007) : 1973 Charger
- NCIS : Enquêtes spéciales (série télévisée, depuis 2008) : 2008 Charger
- Fast and Furious 4 (2009) : 1970 Charger
- Hell Driver (2011) : 1969 Charger R/T
- Drive Angry 3D (2011) : 1969 Charger
- Fast and Furious 5 (2011) : 1970 Charger, 2010 Charger SRT8, 2011 Charger Police Interceptor
- NCIS : Enquêtes spéciales (série télévisée) : 2012 Charger
- Defiance (série télévisée) : 2013 Charger R/T
- Fast and Furious 6 (2013) : 1969 Charger Daytona
- Fast and Furious 7 (2015) : 1969 Dodge Charger R/T
- Fast and Furious 8 (2017) : 1969 Dodge Ice Charger
- Fast X (2023): Dodge Charger EV, Dodge Charger 70 R/T

### Jeux vidéo
- Forza Motorsport 2 : R/T 1969 et SRT8 2006
- Forza Motorsport 3 : R/T 1969,SRT8 2006 et Stock Car 2008
- Forza Motorsport 4 : R/T 1969,Daytona HEMI 1969 et SRT8 2006
- Gran Turismo 4: version R/T 440 1970 et Super bee 426 1971
- Gran Turismo 5: version R/T 440 1970 et Super bee 426 1971
- Gran Turismo 6: version R/T 440 1970, R/T Race Car 1970 et Super bee 426 1971
- Gran Turismo Sport: version Hellcat de 2017
- Midnight Club 3: DUB Edition et Midnight Club 3: Dub Edition Remix: version 440 1969
- Need for Speed: Carbon : version R/T et 2008
- Need for Speed: ProStreet : version R/T 1969
- Need for Speed: Shift : R/T 1969
- Need for Speed: Undercover : version R/T et 2008
- Need for Speed Hot Pursuit Remastered: Dodge Charger SRT8 et Dodge Charger SRT8 Interceptor
- Need for Speed: Heat : Dodge Charger 1969
- Race Driver: GRID : version SRT8-R de drift
- TOCA Race Driver 3 : Stock Car
- Need for Speed: Shift 2 : R/T 1969
- Need for Speed World : R/T 1969 et 2008
- Need for Speed: Hot Pursuit : Version SRT8
- Need for Speed: Payback : R/T 1969
- Shérif fais moi peur : R/T 1969
- Shérif fais moi peur 2 : R/T 1969
- Shérif fais moi peur: Le Retour de General Lee : R/T 1969
- Driver: San Francisco : R/T 1969 et SRT8 2009
- The Crew : R/T HEMI 1969 et SRT8
- Forza Horizon 2 R/T 1969
- Forza Horizon 3 R/T 1969
- Forza Horizon 4 R/T 1969
- Forza Motorsport 6 R/T 1969
- Forza Motorsport 7 R/T 1969